# Boubacar Boureima (Maler)
Boubacar Boureima (* 1950 in Birni N’Gaouré) ist ein nigrischer Maler und Szenenbildner.

## Leben
Boubacar Boureima stammt aus einer Familie von Fulbe-Viehzüchtern. 1967 begann er als Illustrator und Szenenbildner für das Schulfernsehen der staatlichen Rundfunkanstalt ORTN zu arbeiten. Boureima wandte sich autodidaktisch der Malerei zu und hatte 1973 in Niamey seine erste Ausstellung als Künstler. Er wechselte 1979 als Szenenbildner vom Schulfernsehen zum nationalen Fernsehprogramm des ORTN. Im selben Jahr begann er einen einjährigen Studienaufenthalt an einer Kunstschule in Köln. 1983 wurde er zum Chefszenenbildner des ORTN ernannt. Boureima ist seit 1985 Präsident der Association des Artistes Peintres et Sculpteurs du Niger, der Vereinigung der Maler und Bildhauer in Niger.

## Werk
Boubacar Boureima ist bekannt für seine abstrakten Gemälde in leuchtenden Farben. Seine Motive erinnern an Webkunst und an den Lettrismus. Zu seinen Arbeiten gehören auch Trickfilme für das nigrische Fernsehen, Plakate und Reklametafeln.
Boureimas Gemälde schmücken als Auftragsarbeiten zahlreiche öffentliche Gebäude in seiner Heimat, darunter die Sitze der Nationalversammlung, des Premierministers, des Außen- und des Finanzministeriums, den Flughafen Niamey und das Gebäude der Westafrikanischen Zentralbank in Maradi. Er hatte Einzelausstellungen unter anderem im Centre Culturel Franco-Nigérien, im Palais des Congrès und im General-Seyni-Kountché-Stadion in Niamey. Gruppenausstellungen mit seiner Beteiligung fanden unter anderem im Musée d’Orsay, im Nigrischen Nationalmuseum, bei den Spielen der Frankophonie von 1994 und auf der Dak’art von 1996 statt.